# Policyjanamid
Policyjanamid (PCN, ang. polycyanamide) – polimer przewodzący zbudowany z monomerów cyjanamidu wykorzystywany w budowie wyświetlaczy OLED.